# Ascenseur à bateaux des Fontinettes
Pour les articles homonymes, voir ABF.
L'ascenseur des Fontinettes ou ABF est un ancien ascenseur à bateaux situé sur le canal de Neufossé à Arques (Pas-de-Calais). Il ne fonctionne plus depuis 1967, mais il est conservé à titre historique, comme le seul ascenseur à bateaux situé en France. Après avoir été inscrit comme monument historique par arrêté du 7 octobre 2013, il a été classé par arrêté du 28 février 2014.

## Historique

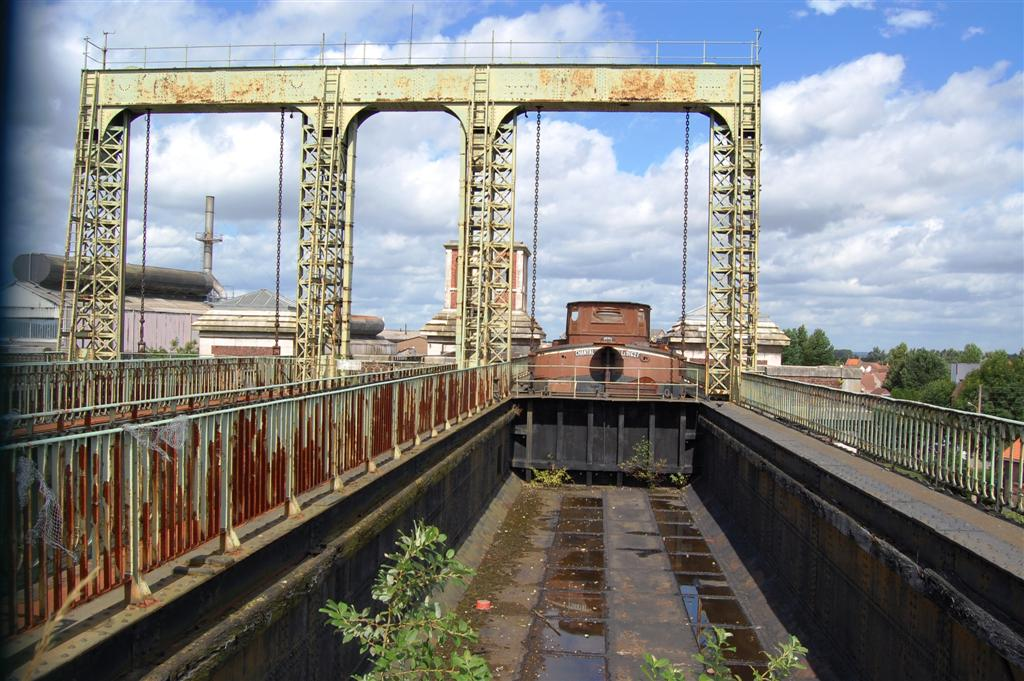
Le haut de l'ascenseur en 2008.

Sa construction s'est déroulée entre 1883 et 1887 et il a été inauguré le 8 juillet 1888. Il s'agissait à l'époque de trouver une alternative aux 5 écluses qui permettaient de franchir le dénivelé de 13,13 mètres entre le bassin de l'Aa et celui de la Lys en utilisant le canal de Neufossé sur une longueur totale de 18 km et un dénivelé total de 16,68 m.
Le trafic de péniches se faisait en alternance, sur une semaine, avec les quatre premiers jours pour la montée qui durait en moyenne quatre-vingt-dix minutes, puis les trois derniers jours pour la descente, qui durait en moyenne une heure et dix minutes.
Ces longues durées de manœuvre s'expliquent par l'obligation de devoir toujours laisser à vide un sas entre deux bateaux. Ce qui générait de longues files d'attente induites par un trafic de plus en plus dense au cours du XIXe siècle et durant la première moitié du XXe siècle. Ainsi, certaines péniches qui arrivaient en milieu de semaine pour monter étaient parfois obligées d'attendre le début de semaine suivante avant de pouvoir passer !
Cela s'explique par le fait que le canal de Neufossé est un point de passage important pour les villes de l'intérieur (Lille, Douai, Lens...) pour accéder à la mer du Nord et au port de Dunkerque.
Inspirés par l'exemple de l'ascenseur à bateaux d'Anderton, mis en service quelques années auparavant en Angleterre, les Ponts et Chaussées décidèrent la construction d'un ouvrage similaire. Pour cela, le directeur de l'époque, M. Bertin, prit contact avec Mr Edwin Clark, l'architecte de l'ascenseur à bateaux anglais. Les parties métalliques de l'ouvrage ont été réalisées par la Société des anciens établissements Cail. Le suivi du chantier et les plans ont été réalisés par George Penin.
De 2009 à 2013, d'importants travaux ont été réalisés pour permettre la navigation des bateaux à grand gabarit de la classe Va (5a) sur le canal Dunkerque-Escaut. 
Pour rendre cette navigation possible, il a été nécessaire de relever le pont ferroviaire qui permet le franchissement du canal par la ligne de Saint-Omer à Hesdigneul. Cette opération a des conséquences sur l'ascenseur car cette voie ferrée toujours en exploitation doit conserver un tirant d'air permettant la circulation des trains. Sur l'ascenseur, il faut relever les sous-poutres des cuves de 60 cm côté aval et de 65 cm côté amont. Du fait qu'il s'agit d'une intervention sur un ouvrage inutilisé mais protégé, il est inclus également une remise en état et un entretien des éléments modifiés. Dans le détail, ces travaux sur l'ascenseur consistent à enlever l'amiante des cuves, à procéder au vérinage des cuves, à remplacer les appareils d'appui existants par des nouveaux, à la remise en état des parements extérieurs des culées...
En Belgique, les Ascenseurs du canal du Centre, du même type, sont toujours en activité.
En saison, de mai à septembre, le site est desservi par le Chemin de fer touristique de la vallée de l'Aa (CFTVA). Il circule sur les quinze kilomètres de voie ferrée, entre Arques et Lumbres, durant lesquels un bénévole anime et commente le parcours.

## Fonctionnement

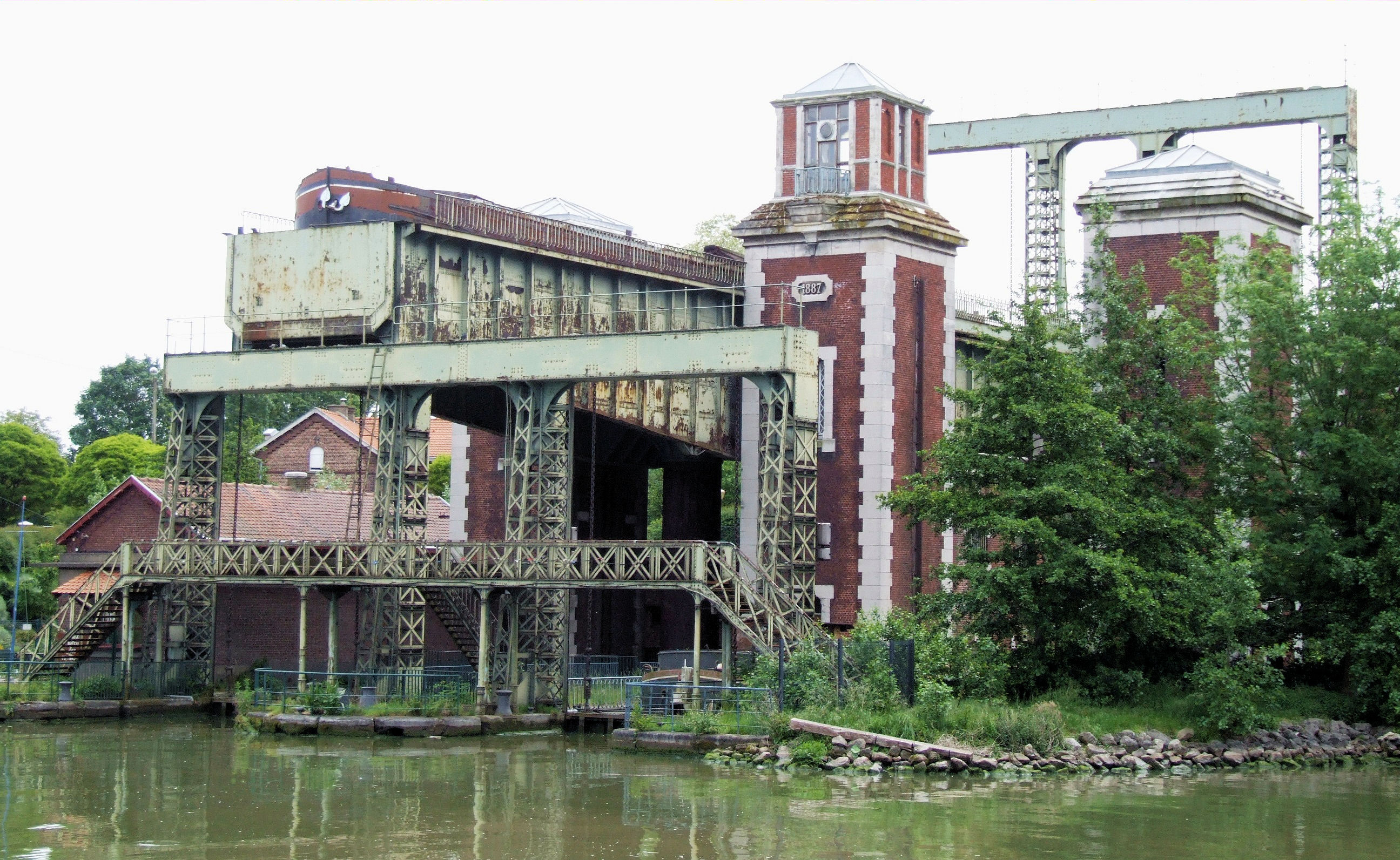
Ascenseur à bateaux des Fontinettes.

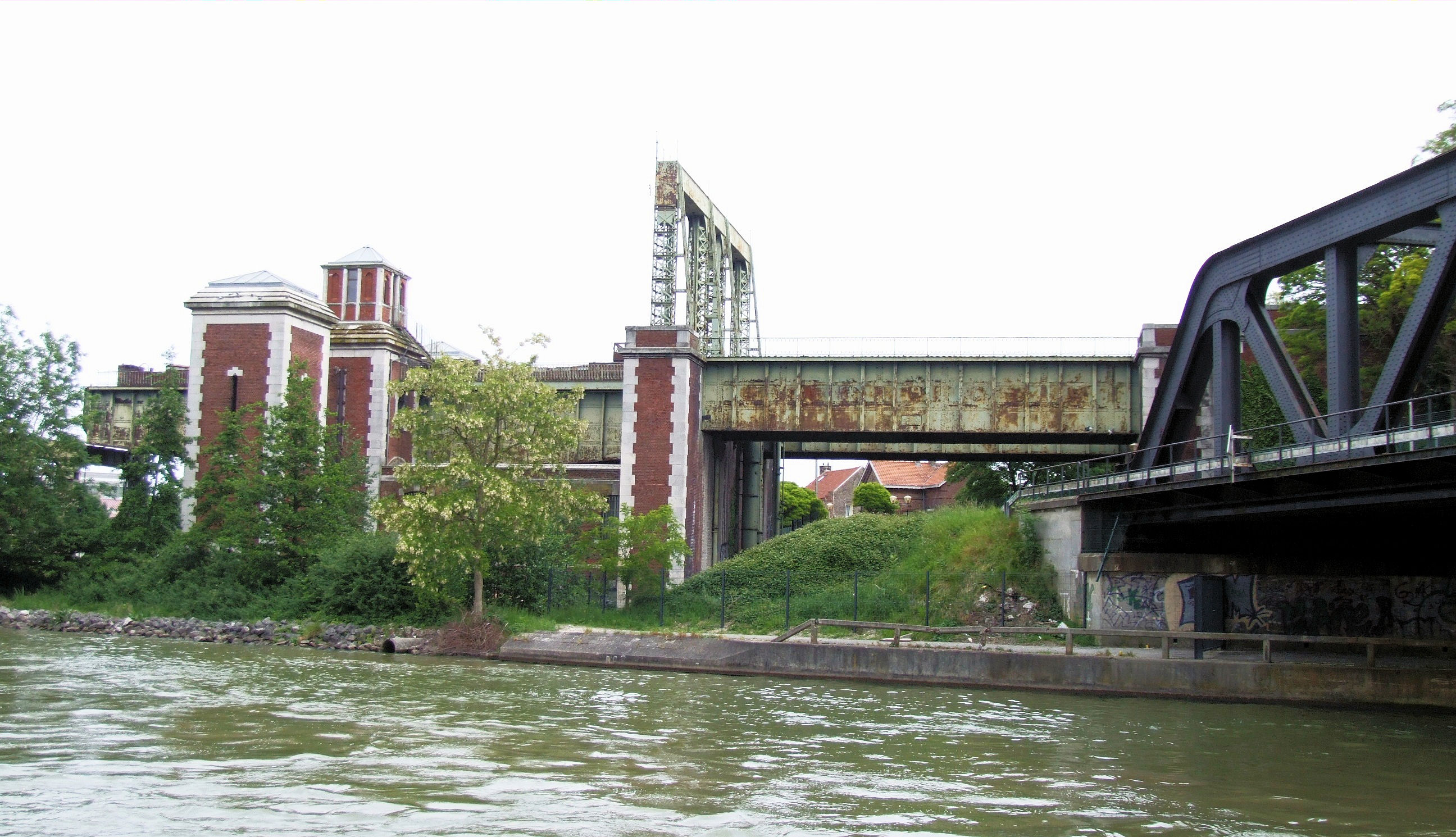
Ascenseur à bateaux des Fontinettes - Ponts-canaux pour accéder à l'ascenseur.

Cet ascenseur est constitué de deux bacs remplis d'eau (appelés également sas), capables d'emporter chacun une péniche au gabarit Freycinet (38,50 m de longueur et 5,05 m de largeur, 2 m de tirant d'eau).
À fonctionnement totalement hydraulique et reposant sur des pistons, les réservoirs s'équilibraient mutuellement. L'un descendait tandis que l'autre montait. Cela dit, pour que le basculement puisse se réaliser, il fallait ajouter une certaine quantité d'eau dans le bac supérieur. Pour cela, après que le bateau eut pris place dans le bac supérieur, il fallait fermer et séparer les portes faisant la jonction entre le bief amont du canal et le bac. Puis il fallait le laisser descendre de 30 cm et recoller, puis remonter les portes pour faire rentrer une lame d'eau de 30 cm (soit 64 tonnes) qui permettait de réaliser le basculement total. Ensuite, après une nouvelle manœuvre sur les portes (du bief et du bac) pour les séparer, le bac supérieur reprenait sa place initiale pour engager le basculement. En effet, si le bac supérieur ne reprenait pas sa place initiale, lors du basculement, le bac qui était initialement en bas s'arrêterait 30 cm trop bas pour la sortie du bateau.
Sans cette manœuvre préalable, les bacs s'équilibreraient et s'arrêteraient au milieu de l'oscillation.
Au cours de l'oscillation, un boudin en caoutchouc était gonflé dans le but d'éviter les pertes d'eau entre les biefs amont et aval et les portes qui les séparaient des bacs. Ainsi, l'eau consommée pour franchir le dénivelé de 13 m était équivalente à une chute d'eau d'un mètre dans une écluse.
La manœuvre totale comprenant l'entrée de chaque bateau dans les sas, la fermeture et la séparation des portes, la descente de 30 cm du bac supérieur, le repositionnement de ce bac à sa position initiale, puis l'oscillation et enfin l'ouverture des portes pour la sortie des bateaux duraient une vingtaine de minutes.

Schéma de fonctionnement.
Légende :
Étapes :

## L'écluse des Fontinettes
Durant l'exploitation de l'ascenseur qui a duré 80 ans, l'échelle d'écluses a été conservée car elle était utilisée pendant les mois d'août lorsque l'ascenseur était en maintenance. Elle a été détruite en 1963.
C'est donc le coût de son entretien et le changement de gabarit du canal en 1960 qui entraînèrent l'arrêt de l'exploitation de l'ascenseur. Afin de le remplacer, on construisit en amont, à l'emplacement de l'échelle d'écluses, une grande écluse qui porte le nom d'écluse des Fontinettes, mise en service le 16 août 1967 et franchissable en 20 à 30 minutes. Les dimensions de cette écluse sont : 144 m de long, 12 m de large et 13,13 m de profondeur. Elle permet donc de faire passer, en un temps égal à l'ascenseur à bateaux, un total de six péniches de type Freycinet contre seulement deux pour l'ascenseur. Cette écluse est donc aussi bien utilisée par les mariniers que par les plaisanciers.
Aussi, lorsque le trafic le permet, la longueur de cette écluse peut être réduite d'un ou deux tiers. Mais cette réduction de longueur ne peut se faire que si l'écluse est vide. En effet, si l'écluse est remplie, les portes intermédiaires ne peuvent être fermées. Cependant, la taille actuelle des bateaux oblige très souvent les éclusiers à "sasser" l'écluse entière.

## Vers une nouvelle écluse
Un chantier de rénovation de l'écluse, évalué à 200 millions d'euros environ, vise à la transformer en écluse à double sas, de 145 mètres de long, dont le dénivelé sera d'environ 13 mètres. Le chantier devrait démarrer en 2027 ou 2028, pour 5 ans, dans le cadre de la réalisation du canal Seine Nord Europe. Elle sera construite sur la rive droite de l'actuelle écluse, et associée à quatre « bassins d'épargne » qui stockeront l'eau à chaque passage (un rôle actuellement joué par l'étang de Batavia). On y construira aussi une nouvelle conduite destinée à répondre à des usages agricoles et industriels. Deux garages (de 200 mètres chaque) seront construits, respectivement en amont et en aval de l'ouvrage. Un nouvel accès routier sera construit au nord du site. L'emprise totale sera d'environ huit hectares, dont cinq concernent le domaine public fluvial.